# Album (ploča)
Album je, u starom Rimu, bila ploča na kojoj je pontifex maximus ispisivao važne događaje u godini, i gdje su se ispisivali ime državnih službenika za jednu godinu, odluke itd.